# Courcelles (Territoire de Belfort)
Pour les articles homonymes, voir Courcelles.
Courcelles est une commune française située dans le département du Territoire de Belfort, la région culturelle et historique de Franche-Comté et la région administrative Bourgogne-Franche-Comté. Elle fait partie du canton de Delle. Ses habitants sont appelés les Courcellois.

## Géographie
Le village est situé tout près de la frontière avec la Suisse, à 8 km de Delle et 28 km de Belfort, dans un paysage qui ressemble à une clairière entourée de collines boisées. L'agglomération est à une altitude de 400 mètres environ, elle est arrosée par la Coeuvatte, un ruisseau qui prend sa source dans le village suisse de Coeuve.

### Climat
Pour des articles plus généraux, voir Climat de la Bourgogne-Franche-Comté et Climat du Territoire de Belfort.
En 2010, le climat de la commune est de type climat de montagne, selon une étude du Centre national de la recherche scientifique s'appuyant sur une série de données couvrant la période 1971-2000. En 2020, Météo-France publie une typologie des climats de la France métropolitaine dans laquelle la commune est dans une zone de transition entre le climat semi-continental et le climat de montagne et est dans la région climatique  Vosges, caractérisée par une pluviométrie très élevée (1 500 à 2 000 mm/an) en toutes saisons et un hiver rude (moins de 1 °C). 
Pour la période 1971-2000, la température annuelle moyenne est de 9,4 °C, avec une amplitude thermique annuelle de 17,3 °C. Le cumul annuel moyen de précipitations est de 1 080 mm, avec 11,4 jours de précipitations en janvier et 10,6 jours en juillet. Pour la période 1991-2020, la température moyenne annuelle observée sur la station météorologique de Météo-France la plus proche, « Joncherey », sur la commune de Joncherey à 7 km à vol d'oiseau, est de 10,5 °C et le cumul annuel moyen de précipitations est de 1 086,9 mm. 
La température maximale relevée sur cette station est de 39 °C, atteinte le 7 août 2015 ; la température minimale est de −25 °C, atteinte le 7 janvier 1985,,. 
Les paramètres climatiques de la commune ont été estimés pour le milieu du siècle (2041-2070) selon différents scénarios d'émission de gaz à effet de serre à partir des nouvelles projections climatiques de référence DRIAS-2020. Ils sont consultables sur un site dédié publié par Météo-France en novembre 2022.

## Urbanisme

### Typologie
Au 1er janvier 2024, Courcelles est catégorisée commune rurale à habitat dispersé, selon la nouvelle grille communale de densité à sept niveaux définie par l'Insee en 2022.
Elle est située hors unité urbaine et hors attraction des villes,.

### Occupation des sols
L'occupation des sols de la commune, telle qu'elle ressort de la base de données européenne d’occupation biophysique des sols Corine Land Cover (CLC), est marquée par l'importance des forêts et milieux semi-naturels (54,7 % en 2018), une proportion sensiblement équivalente à celle de 1990 (55,2 %). La répartition détaillée en 2018 est la suivante : 
forêts (54,7 %), terres arables (22,1 %), prairies (15,7 %), zones agricoles hétérogènes (7,4 %), zones urbanisées (0,1 %). L'évolution de l’occupation des sols de la commune et de ses infrastructures peut être observée sur les différentes représentations cartographiques du territoire : la carte de Cassini (XVIIIe siècle), la carte d'état-major (1820-1866) et les cartes ou photos aériennes de l'IGN pour la période actuelle (1950 à aujourd'hui).

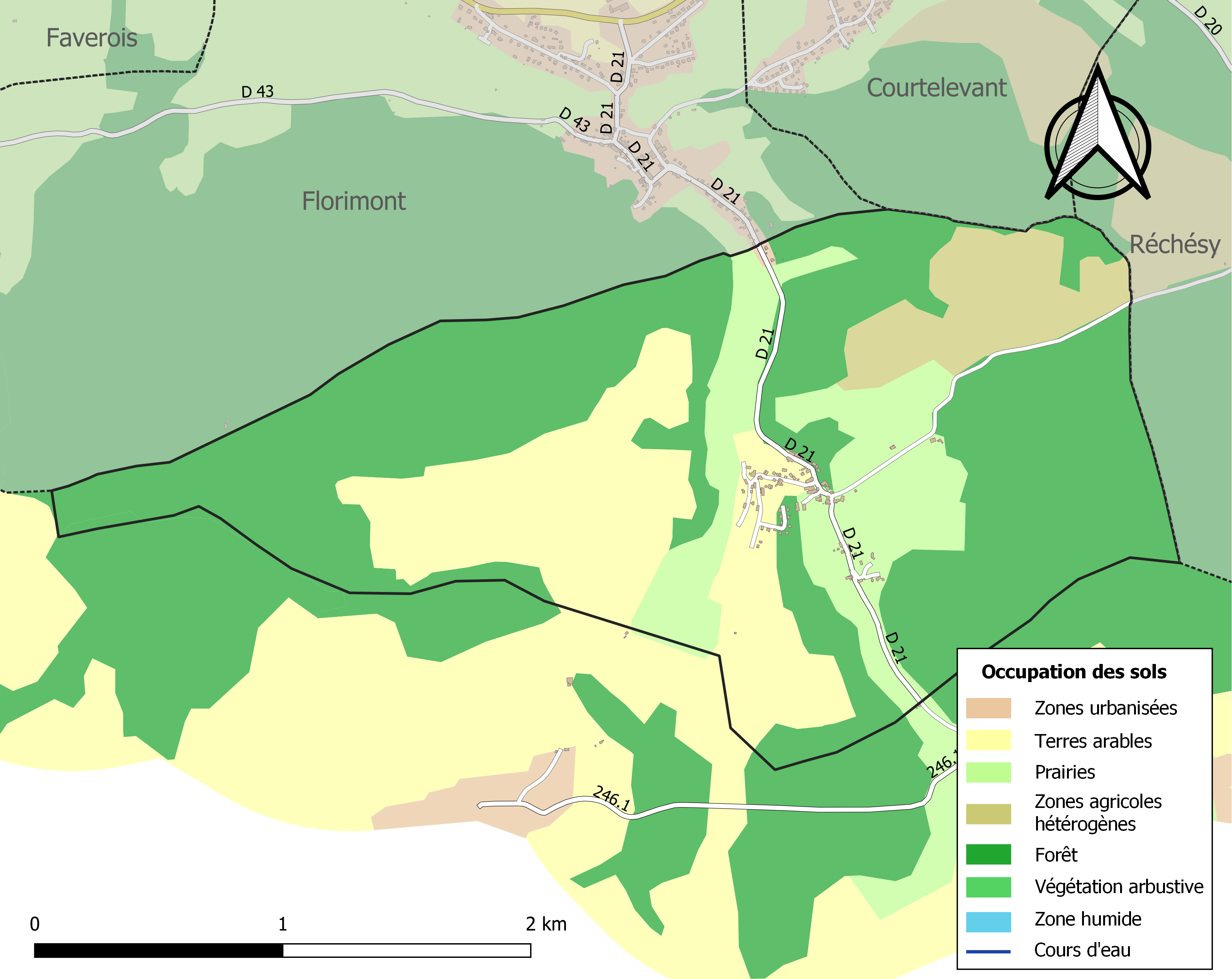
Carte des infrastructures et de l'occupation des sols de la commune en 2018 (CLC).

## Toponymie
- Corcelles (1170), In banno villæ de Curscelles seu Conscelle (1291), Dom. Petri curati de Corcellis (1295), Kûrzel (1303), Gursula (1644), Meygertum Kurzelle (1394), Courcelle (1801).
- En allemand : Kurzell[13].

## Histoire

### Faits historiques
Le toponyme Courcelles est assez commun puisqu'on dénombre 39 communes portant ce nom en France métropolitaine, principalement dans la moitié Nord. Au Moyen Âge, le village est désigné sous le nom villa Corcellis. Son histoire est liée à celle de Florimont chef-lieu d'une seigneurie importante et distant de moins de deux kilomètres mais la première mention du nom du village se trouve dans la charte de fondation du prieuré de Froidefontaine, un des témoins mentionnés étant Léonard de Courcelles. Les autres documents qui mentionnent ensuite le nom du village sont principalement des actes de vente, chartes et autres titres concernant les échanges de terrains ou de redevances, en particulier avec les abbayes voisines (Lucelle). En 1311, Courcelles constituait déjà une paroisse et son curé s'appelait Richard. En 1347, lors du partage de la succession de Jeanne de Montbéliard, c'est Marguerite de Bade qui hérita de Courcelles. La mairie de Courcelles était alors rattachée à la seigneurie de Florimont.

### Héraldique
| Armes de Courcelles | Les armes peuvent se blasonner ainsi : De gueules à la fasce d'argent, à la fleur de lys du même brochant sur le tout. |

## Politique et administration
| Période                                  | Période   | Identité        | Étiquette | Qualité                                  |
| ---------------------------------------- | --------- | --------------- | --------- | ---------------------------------------- |
| Les données manquantes sont à compléter. |           |                 |           |                                          |
| 1959                                     | mars 2001 | Bernard Talon   | RPR       | Adjoint technique - Sénateur (1971-1980) |
| mars 2001                                | 2014      | Marcel Brungard |           | Retraité bureau d’études                 |
| 2014                                     | 2020      | Joseph Fleury   |           |                                          |
| 2020                                     | En cours  | Annick Prenat   |           |                                          |

## Population et société

### Démographie
L'évolution du nombre d'habitants est connue à travers les recensements de la population effectués dans la commune depuis 1793. Pour les communes de moins de 10 000 habitants, une enquête de recensement portant sur toute la population est réalisée tous les cinq ans, les populations de référence des années intermédiaires étant quant à elles estimées par interpolation ou extrapolation. Pour la commune, le premier recensement exhaustif entrant dans le cadre du nouveau dispositif a été réalisé en 2007.

En 2022, la commune comptait 128 habitants, en évolution de +0,79 % par rapport à 2016 (Territoire de Belfort : −2,78 %, France hors Mayotte : +2,11 %).
| 1793 | 1800 | 1806 | 1821 | 1831 | 1836 | 1841 | 1846 | 1851 |
| ---- | ---- | ---- | ---- | ---- | ---- | ---- | ---- | ---- |
| 174  | 193  | 211  | 290  | 312  | 276  | 282  | 257  | 268  |

| 1856 | 1861 | 1866 | 1872 | 1876 | 1881 | 1886 | 1891 | 1896 |
| ---- | ---- | ---- | ---- | ---- | ---- | ---- | ---- | ---- |
| 226  | 238  | 216  | 200  | 205  | 194  | 196  | 177  | 176  |

| 1901 | 1906 | 1911 | 1921 | 1926 | 1931 | 1936 | 1946 | 1954 |
| ---- | ---- | ---- | ---- | ---- | ---- | ---- | ---- | ---- |
| 174  | 174  | 161  | 147  | 142  | 125  | 116  | 110  | 100  |

| 1962 | 1968 | 1975 | 1982 | 1990 | 1999 | 2006 | 2007 | 2012 |
| ---- | ---- | ---- | ---- | ---- | ---- | ---- | ---- | ---- |
| 92   | 79   | 88   | 128  | 106  | 100  | 118  | 120  | 135  |

| 2017 | 2022 | - | - | - | - | - | - | - |
| ---- | ---- | - | - | - | - | - | - | - |
| 120  | 128  | - | - | - | - | - | - | - |

## Culture locale et patrimoine

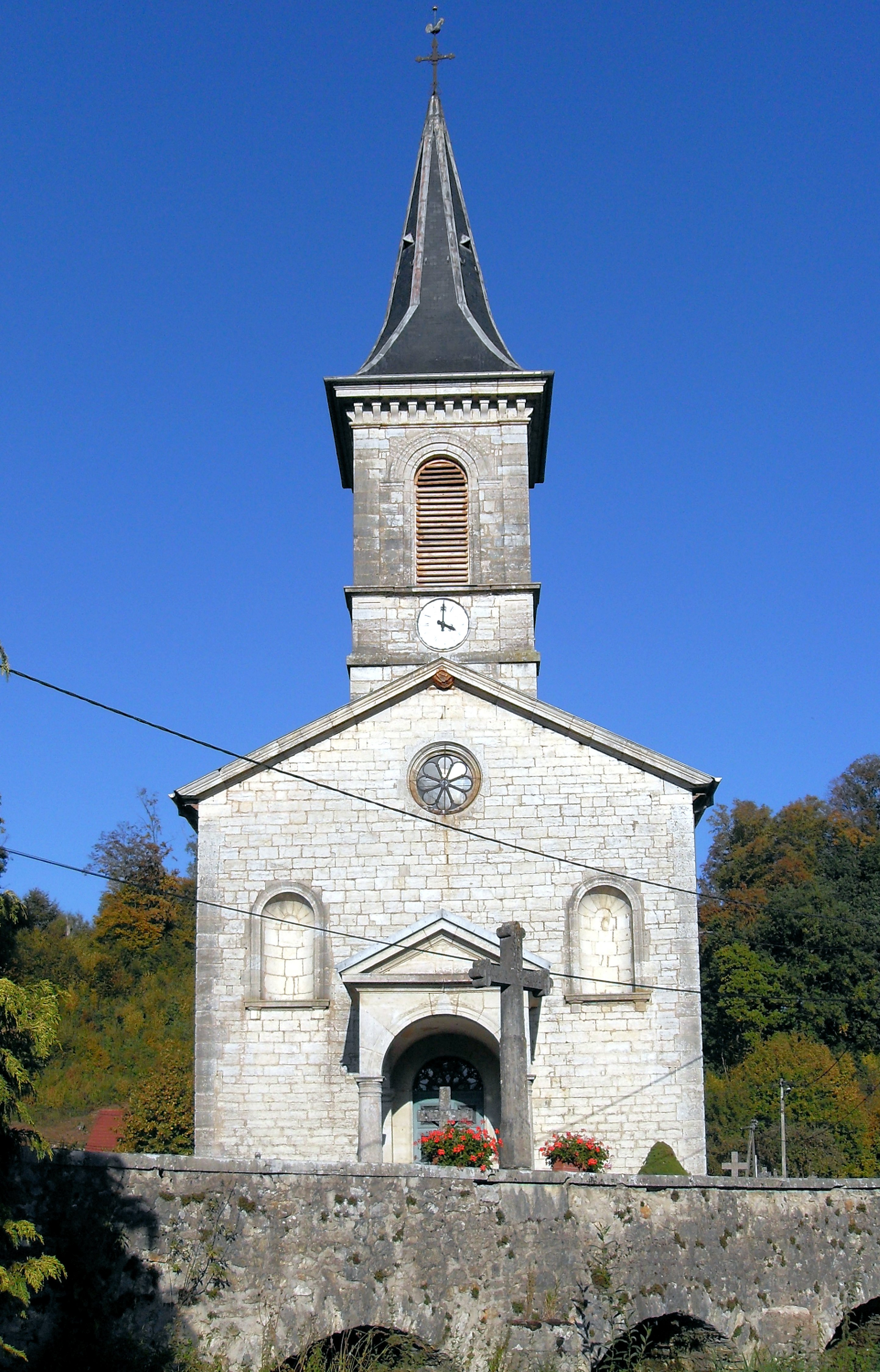
L'église.

### Lieux et monuments
- L'église Sainte-Agathe, construite en 1843.

### Personnalités liées à la commune
- Bernard Talon (1930-2022), sénateur du Territoire de Belfort, y est né.

## Pour approfondir